# Кућа Никодија Вељковића
Кућа Никодија Вељковића је грађевина која је саграђена током Другог светског рата. С обзиром да представља значајну историјску грађевину, проглашена је непокретним културним добром Републике Србије. Налази се у Зелетову, под заштитом је Завода за заштиту споменика културе Ниш.

## Историја
Станимир Вељковић Зеле, учесник Народноослободилачке борбе и народни херој Југославије, је погинуо 13. априла 1942. у селу Југовцу заједно са Милошем Мамићем, чланом Савеза комуниста Југославије. Заједно су пошли у обилазак партизанских одреда и партијских организација у Топлици када су свратили у село Југовац да преноће и тада су бугарске снаге опколиле село. Станимир Вељковић и Милош Мамић су им пружили отпор докле год су имали муниције, а погинули су када су последњим бомбама покушали пробој. До 1974. године село Зелетово се звало Суво Поље, по тим називом се и сада налази у свима картама овог региона, када је одлучено да се назове именом једног од организатора устанка и партијског руководиоца лесковачког подручја Станимира Вељковића Зелета. Лесковачка гимназија је од 1962. до 2003. носила његово име, свог бившег ученика Зелета који је указом Народне скупштине Федеративне Народне Републике Југославије 14. децембра 1949. проглашен за народног хероја. Кућа је приземна, грађена од опеке у блату, зидови су од плочастог камена, а кров је покривен фалцованим црепом. Испред куће је подигнут и споменик са бистом. У централни регистар је уписана 11. априла 1983. под бројем СК 477, а у регистар Завода за заштиту споменика културе Ниш 15. марта 1983. под бројем СК 40.